# Philodendron effusilobum
Philodendron effusilobum är en kallaväxtart som beskrevs av Thomas Bernard Croat. Philodendron effusilobum ingår i släktet Philodendron och familjen kallaväxter.
Artens utbredningsområde är Venezuela. Inga underarter finns listade.